# Видението (филм, 2012)
„Видението“ (на английски: The Apparition) е свръхестествен филм на ужасите от 2012 г. на режисьора Тод Линкълн в режисьорския си дебют и във филма участват Ашли Грийн, Себастиан Стан, Том Фелтън, Джулиана Гул и Рик Гомес.